# 美濃市
美濃市（日语：／ Mino shi */?）是日本岐阜縣中濃地域中央位置的城市。以美濃和紙的產地而聞名。平成11年（1999年）5月31日該市中心街道建筑被確定為重要傳統建筑物群保存地區。近年是知名的觀光地。現任市長為石川道政。

## 地理
- 山: 今淵ヶ岳(1,048m)、天王山(538m)、誕生山(502m)
- 河川: 長良川、板取川、片知川

## 名勝·古蹟·觀光景點·祭祀·活動
- 小倉公園（小倉山城跡、飛驒·美濃櫻花三十三選）
- 上有知湊
- 美濃橋（國家重要文化財）
- 美濃町
- 大矢田神社
- 洲原神社
- 鹿苑寺地藏堂
- 大矢田楓葉谷（飛驒·美濃紅葉三十三選）
- 美濃和紙的村落會館
- 美濃和紙藝術館

- 美濃祭（4月）
- Tour of Japan 美濃Stage（5月）
- 花火大會（8月1日）
- 大矢田ひんここ祭（4月、11月23日）
- 美濃和紙藝術展（運動會前的週末）
- 美濃市產業祭（11月第2個週末）

## 其它
- 日本的音風景100選：卯建之町的水琴窟
- 重要傳統的建造物群保存地區